# Gran Premio d'Ungheria 2012
Il Gran Premio d'Ungheria 2012 è stata l'undicesima prova della stagione 2012 del campionato mondiale di Formula 1. Si è disputata domenica 29 luglio 2012 sul circuito dell'Hungaroring. La gara è stata vinta dal britannico Lewis Hamilton su McLaren-Mercedes, al suo diciannovesimo successo nel mondiale. Hamilton ha preceduto sul traguardo il finlandese Kimi Räikkönen ed il francese Romain Grosjean, entrambi su Lotus-Renault.

## Vigilia

### Aspetti tecnici
La Pirelli, fornitore unico degli pneumatici, annuncia per questo Gran Premio coperture di tipo medio e morbido.
In seguito alle polemiche relative alla mappattura del motore Renault della Red Bull che avevano portato a una esclusione delle vetture dal Gran Premio di Germania, poi rientrata, la FIA ha deciso di chiarire la norma in questione. La Red Bull aveva ridotto la coppia a regimi medi al fine di alimentare il soffiaggio degli scarichi e migliorare l'aderenza della vettura. Ciò era ottenuto inducendo la post-combustione del comburente negli scarichi stessi.
La FIA decide di non vincolare l'anticipo del motore ma fissa dei limiti sulla variazione di coppia che può essere utilizzata ai diversi regimi di rotazione. La tolleranza è posta al 2%, per regimi superiori ai 6.000 giri/minuto.
La zona per l'azionamento del DRS in gara è posta, come nella stagione precedente, sul rettilineo di partenza.
La Lotus ripropone anche in Ungheria il DRS modificato, già sperimentato nelle prove del gran premio precedente. La FIA ha comunque deciso di vietare dal 2013 l'uso del DRS come comando secondario di altre funzioni della macchina.

### Aspetti sportivi
Lo statunitense Danny Sullivan è indicato dalla FIA come commissario aggiunto per il gran premio. L'ex pilota di F1 aveva già svolto tale funzione in due occasioni nel 2010.
Nella prima sessione di prove del venerdì Dani Clos prende il posto di Narain Karthikeyan alla HRT, Valtteri Bottas quello di Bruno Senna alla Williams e Jules Bianchi quello di Nico Hülkenberg alla Force India.

## Prove

### Resoconto
Nella prima sessione i migliori tempi sono fatti dai due piloti della McLaren, Lewis Hamilton e Jenson Button. Il terzo, Fernando Alonso, è staccato di oltre mezzo secondo. Viene sfiorata la collisione tra la Caterham di Heikki Kovalainen e la Williams di Pastor Maldonado, che riesce a evitare il tamponamento.
La seconda sessione è stata caratterizzata dall'arrivo di un veloce temporale a metà del tempo previsto, consentendo così ai piloti di testare anche le gomme da bagnato intermedie. Prima dell'arrivo della pioggia Lewis Hamilton era stato capace di abbattere il muro dell'1'22. Dietro al britannico chiudono Kimi Räikkönen e Bruno Senna. Romain Grosjean e Michael Schumacher sono autori di escursioni di pista con impatto contro le barriere.
La sessione del sabato conferma l'equilibrio fra le vetture più competitive: ben 14 piloti chiudono nello spazio di un secondo. Il tempo più basso è di Mark Webber, davanti a Lewis Hamilton e Sebastian Vettel.

### Risultati
Nella prima sessione del venerdì si è avuta questa situazione:
| Pos | Nº | Pilota          | Costruttore      | Tempo    | Gap    | Giri |
| --- | -- | --------------- | ---------------- | -------- | ------ | ---- |
| 1   | 4  | Lewis Hamilton  | McLaren-Mercedes | 1'22"821 |        | 30   |
| 2   | 3  | Jenson Button   | McLaren-Mercedes | 1'22"922 | +0"101 | 24   |
| 3   | 5  | Fernando Alonso | Ferrari          | 1'23"397 | +0"576 | 24   |

Nella seconda sessione del venerdì si è avuta questa situazione:
| Pos | Nº | Pilota         | Costruttore      | Tempo    | Gap    | Giri |
| --- | -- | -------------- | ---------------- | -------- | ------ | ---- |
| 1   | 4  | Lewis Hamilton | McLaren-Mercedes | 1'21"995 |        | 20   |
| 2   | 9  | Kimi Räikkönen | Lotus-Renault    | 1'22"180 | +0"185 | 20   |
| 3   | 19 | Bruno Senna    | Williams         | 1'22"253 | +0"258 | 34   |

Nella sessione del sabato mattina si è avuta questa situazione:
| Pos | Nº | Pilota           | Costruttore             | Tempo    | Gap    | Giri |
| --- | -- | ---------------- | ----------------------- | -------- | ------ | ---- |
| 1   | 2  | Mark Webber      | Red Bull Racing-Renault | 1'21"550 |        | 27   |
| 2   | 4  | Lewis Hamilton   | McLaren-Mercedes        | 1'21"643 | +0"093 | 17   |
| 3   | 1  | Sebastian Vettel | Red Bull Racing-Renault | 1'21"671 | +0"121 | 29   |

## Qualifiche

### Resoconto
Nella prima fase il tempo migliore è di Lewis Hamilton. Le due Red Bull utilizzano solo gomme medie e restano nelle parti basse della graduatoria, pur qualificandosi per la seconda fase. Vengono eliminate le due Caterham, le due Marussia, le due HRT e Daniel Ricciardo.
Hamilton si conferma il più rapido anche in Q2. In questa fase Sebastian Vettel rischia l'eliminazione, prima di ottenere il terzo tempo. Viene invece eliminato il suo compagno di scuderia Mark Webber, assieme alle due Sauber, alle due Mercedes, a Paul di Resta e a Jean-Éric Vergne.
Anche nella fase decisiva Hamilton prende il comando, seguito da Romain Grosjean, Jenson Button e Kimi Räikkönen. Vettel compie un solo tentativo alla fine, ma è terzo. Nessun batte il tempo di Hamilton che, anzi, nell'ultimo giro, ottiene un tempo ancora più basso. Per l'inglese è la terza pole stagionale, la centocinquantesima per la McLaren nella storia del mondiale.

### Risultati
Nella sessione di qualifica si è avuta questa situazione:
| Pos                         | Nº | Pilota             | Costruttore             | Q1       | Q2       | Q3       | Griglia |
| --------------------------- | -- | ------------------ | ----------------------- | -------- | -------- | -------- | ------- |
| 1                           | 4  | Lewis Hamilton     | McLaren-Mercedes        | 1'21"794 | 1'21"060 | 1'20"953 | 1       |
| 2                           | 10 | Romain Grosjean    | Lotus-Renault           | 1'22"755 | 1'21"657 | 1'21"366 | 2       |
| 3                           | 1  | Sebastian Vettel   | Red Bull Racing-Renault | 1'22"948 | 1'21"407 | 1'21"416 | 3       |
| 4                           | 3  | Jenson Button      | McLaren-Mercedes        | 1'22"028 | 1'21"618 | 1'21"583 | 4       |
| 5                           | 9  | Kimi Räikkönen     | Lotus-Renault           | 1'22"234 | 1'21"583 | 1'21"730 | 5       |
| 6                           | 5  | Fernando Alonso    | Ferrari                 | 1'22"095 | 1'21"598 | 1'21"844 | 6       |
| 7                           | 6  | Felipe Massa       | Ferrari                 | 1'22"203 | 1'21"534 | 1'21"900 | 7       |
| 8                           | 18 | Pastor Maldonado   | Williams-Renault        | 1'22"475 | 1'21"504 | 1'21"939 | 8       |
| 9                           | 19 | Bruno Senna        | Williams-Renault        | 1'22"271 | 1'21"697 | 1'22"343 | 9       |
| 10                          | 12 | Nico Hülkenberg    | Force India-Mercedes    | 1'22"176 | 1'21"653 | 1'22"847 | 10      |
| 11                          | 2  | Mark Webber        | Red Bull Racing-Renault | 1'22"829 | 1'21"715 | N.D.     | 11      |
| 12                          | 11 | Paul di Resta      | Force India-Mercedes    | 1'21"912 | 1'21"813 | N.D.     | 12      |
| 13                          | 8  | Nico Rosberg       | Mercedes                | 1'22"079 | 1'21"895 | N.D.     | 13      |
| 14                          | 15 | Sergio Pérez       | Sauber-Ferrari          | 1'22"110 | 1'21"895 | N.D.     | 14      |
| 15                          | 14 | Kamui Kobayashi    | Sauber-Ferrari          | 1'22"801 | 1'22"300 | N.D.     | 15      |
| 16                          | 17 | Jean-Éric Vergne   | STR-Ferrari             | 1'22"799 | 1'22"380 | N.D.     | 16      |
| 17                          | 7  | Michael Schumacher | Mercedes                | 1'22"436 | 1'22"723 | N.D.     | 17      |
| 18                          | 16 | Daniel Ricciardo   | STR-Ferrari             | 1'23"250 | N.D.     | N.D.     | 18      |
| 19                          | 20 | Heikki Kovalainen  | Caterham-Renault        | 1'23"576 | N.D.     | N.D.     | 19      |
| 20                          | 21 | Vitalij Petrov     | Caterham-Renault        | 1'24"167 | N.D.     | N.D.     | 20      |
| 21                          | 25 | Charles Pic        | Marussia-Cosworth       | 1'25"244 | N.D.     | N.D.     | 21      |
| 22                          | 24 | Timo Glock         | Marussia-Cosworth       | 1'25"476 | N.D.     | N.D.     | 22      |
| 23                          | 22 | Pedro de la Rosa   | HRT-Cosworth            | 1'25"916 | N.D.     | N.D.     | 23      |
| 24                          | 23 | Narain Karthikeyan | HRT-Cosworth            | 1'26"178 | N.D.     | N.D.     | 24      |
| Tempo limite 107%: 1'27"519 |    |                    |                         |          |          |          |         |

Con i tempi in grassetto sono visualizzate le migliori prestazioni in Q1, Q2 e Q3.

## Gara

### Resoconto
La Mercedes di Michael Schumacher resta ferma sulla griglia al termine del giro di ricognizione. Per tale ragione viene effettuata nuovamente la procedura di partenza, con un ulteriore giro di ricognizione; la gara viene ridotta da 70 a 69 giri. Il tedesco parte dalla corsia dei box. Al via Lewis Hamilton mantiene il comando, davanti a Romain Grosjean. Dietro è Sebastian Vettel con Jenson Button, seguito da Fernando Alonso che ha passato Kimi Räikkönen. Button conquista la terza piazza alla terza curva. Buona la partenza di Mark Webber, che si ritrova settimo. Webber è l'unico, tra i primi undici, a montare gomme medie.
Nei primi giri i due di testa riescono a mantenere un ritmo migliore rispetto agli inseguitori. Il primo dei piloti della parte alta a cambiare gli pneumatici è Jenson Button al giro 16. Quando Alonso, dopo il pit stop, torna in pista, si ritrova davanti Sergio Pérez, che non ha ancora cambiato, e perde del tempo per passare. Dopo tutti i cambi gomme, con Grosjean, Vettel e Räikkönen che sono gli unici a rimontare ancora gomme morbide, la classifica vede sempre in testa Lewis Hamilton, seguito dal francese, poi Button, Vettel e Räikkönen, che ha scavalcato Alonso. Ora, con le gomme soft, Grosjean tende ad avvicinarsi a Hamilton.
Al giro 34 Button compie il suo secondo cambio gomme. Il britannico opta per le soft, prospettando così un terzo cambio gomme. Dopo il cambio gomme di Hamilton è in testa Räikkönen. Quando il finnico è richiamato ai box, al giro 44, monta gomme dure, e rientra in pista all'arrivo di Grosjean, ma con una bella manovra mantiene la seconda piazza, dietro a Hamilton. Nello stesso momento Button effettua la sua terza sosta. Ora, dietro ai primi tre ci sono Vettel, Webber e Alonso.
Intanto Räikkönen cerca di avvicinarsi a Hamilton, ma non riesce mai seriamente a impensierirlo. Negli ultimi giri ci sono i pit stop per Webber, che monta gomme medie al giro 55, e passa all'ottavo posto, e per Vettel, al giro 57. Il tedesco mantiene la posizione. Vince Lewis Hamilton, per la diciannovesima volta nel mondiale di F1, davanti a Kimi Räikkönen e Romain Grosjean.

### Risultati
I risultati del Gran Premio sono i seguenti:
| Pos | Nº | Pilota             | Costruttore             | Giri | Tempo/Ritiro     | Griglia | Punti |
| --- | -- | ------------------ | ----------------------- | ---- | ---------------- | ------- | ----- |
| 1   | 4  | Lewis Hamilton     | McLaren-Mercedes        | 69   | 1h41'05"503      | 1       | 25    |
| 2   | 9  | Kimi Räikkönen     | Lotus-Renault           | 69   | +1"032           | 5       | 18    |
| 3   | 10 | Romain Grosjean    | Lotus-Renault           | 69   | +10"518          | 2       | 15    |
| 4   | 1  | Sebastian Vettel   | Red Bull Racing-Renault | 69   | +11"614          | 3       | 12    |
| 5   | 5  | Fernando Alonso    | Ferrari                 | 69   | +26"653          | 6       | 10    |
| 6   | 3  | Jenson Button      | McLaren-Mercedes        | 69   | +30"243          | 4       | 8     |
| 7   | 19 | Bruno Senna        | Williams-Renault        | 69   | +33"899          | 9       | 6     |
| 8   | 2  | Mark Webber        | Red Bull Racing-Renault | 69   | +34"458          | 11      | 4     |
| 9   | 6  | Felipe Massa       | Ferrari                 | 69   | +38"350          | 7       | 2     |
| 10  | 8  | Nico Rosberg       | Mercedes                | 69   | +51"234          | 13      | 1     |
| 11  | 12 | Nico Hülkenberg    | Force India-Mercedes    | 69   | +57"283          | 10      |       |
| 12  | 11 | Paul di Resta      | Force India-Mercedes    | 69   | +1'02"887        | 12      |       |
| 13  | 18 | Pastor Maldonado   | Williams-Renault        | 69   | +1'03"606        | 8       |       |
| 14  | 15 | Sergio Pérez       | Sauber-Ferrari          | 69   | +1'04"494        | 14      |       |
| 15  | 16 | Daniel Ricciardo   | STR-Ferrari             | 68   | +1 giro          | 18      |       |
| 16  | 17 | Jean-Éric Vergne   | STR-Ferrari             | 68   | +1 giro          | 16      |       |
| 17  | 20 | Heikki Kovalainen  | Caterham-Renault        | 68   | +1 giro          | 19      |       |
| 18  | 14 | Kamui Kobayashi    | Sauber-Ferrari          | 67   | Probl. idraulici | 15      |       |
| 19  | 21 | Vitalij Petrov     | Caterham-Renault        | 67   | +2 giri          | 20      |       |
| 20  | 25 | Charles Pic        | Marussia-Cosworth       | 67   | +2 giri          | 21      |       |
| 21  | 24 | Timo Glock         | Marussia-Cosworth       | 66   | +3 giri          | 22      |       |
| 22  | 22 | Pedro de la Rosa   | HRT-Cosworth            | 66   | +3 giri          | 23      |       |
| Rit | 23 | Narain Karthikeyan | HRT-Cosworth            | 60   | Sospensione      | 24      |       |
| Rit | 7  | Michael Schumacher | Mercedes                | 58   | Meccanica        | 17      |       |

## Classifiche Mondiali

### Piloti
| Pos | Pilota             | Punti |
| --- | ------------------ | ----- |
| 1   | Fernando Alonso    | 164   |
| 2   | Mark Webber        | 124   |
| 3   | Sebastian Vettel   | 122   |
| 4   | Lewis Hamilton     | 117   |
| 5   | Kimi Räikkönen     | 116   |
| 6   | Nico Rosberg       | 77    |
| 7   | Jenson Button      | 76    |
| 8   | Romain Grosjean    | 76    |
| 9   | Sergio Pérez       | 47    |
| 10  | Kamui Kobayashi    | 33    |
| 11  | Pastor Maldonado   | 29    |
| 12  | Michael Schumacher | 29    |
| 13  | Paul di Resta      | 27    |
| 14  | Felipe Massa       | 25    |
| 15  | Bruno Senna        | 24    |
| 16  | Nico Hülkenberg    | 19    |
| 17  | Jean-Éric Vergne   | 4     |
| 18  | Daniel Ricciardo   | 2     |

### Costruttori
| Pos | Team                    | Punti |
| --- | ----------------------- | ----- |
| 1   | Red Bull Racing-Renault | 246   |
| 2   | McLaren-Mercedes        | 193   |
| 3   | Lotus-Renault           | 192   |
| 4   | Ferrari                 | 189   |
| 5   | Mercedes                | 106   |
| 6   | Sauber-Ferrari          | 80    |
| 7   | Williams-Renault        | 53    |
| 8   | Force India-Mercedes    | 46    |
| 9   | STR-Ferrari             | 6     |